# CanSino Biologics
CanSino Biologics Inc. (chiń. 康希诺生物股份公司), znane również jako CanSinoBIO – chińskie przedsiębiorstwo farmaceutyczne. Zostało założone w 2009 roku, a swoją siedzibę ma w Tiencinie.

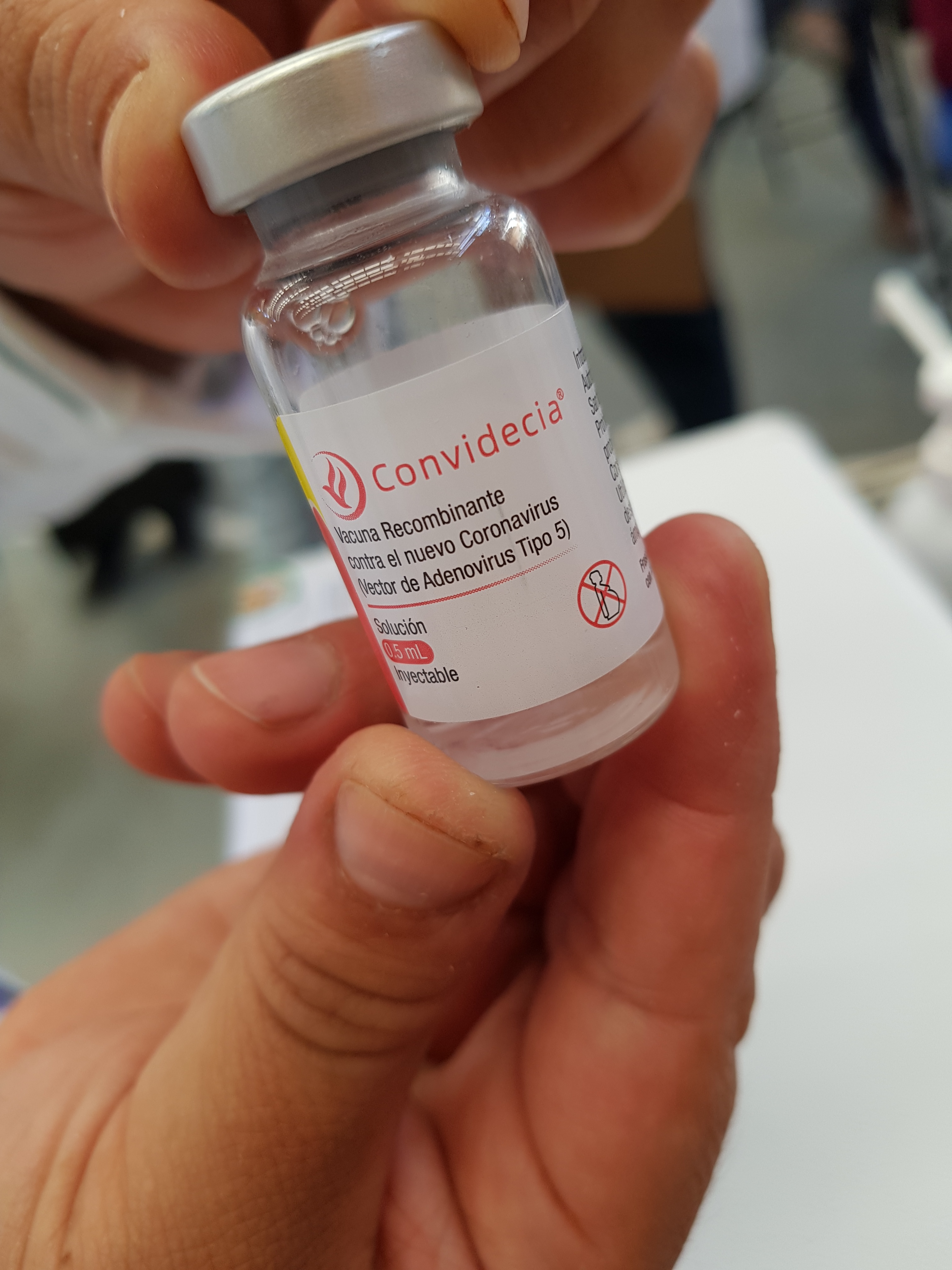
Convidecia – szczepionka przeciw COVID-19 produkowana przez przedsiębiorstwo

Działalność przedsiębiorstwa koncentruje się na opracowywaniu i produkcji szczepionek. 
Jest producentem szczepionki przeciw COVID-19 – Ad5-nCoV (Convidecia). W lutym 2021 r. szczepionka CanSino została zatwierdzona do użytku w Meksyku i Pakistanie. W Chinach uzyskała pozwolenie 25 lutego tegoż roku. W marcu 2021 r. Węgry stały się pierwszym krajem UE, który zatwierdził użycie tejże szczepionki, obok szczepionki firmy Sinopharm.
CanSino Biologics zatrudnia ponad 400 osób.